# Latrape
Latrape – miejscowość i gmina we Francji, w regionie Oksytania, w departamencie Górna Garonna.
Według danych na rok 1990 gminę zamieszkiwały 212 osoby, a gęstość zaludnienia wynosiła 11 osób/km² (wśród 3020 gmin regionu Midi-Pireneje Latrape plasuje się na 851. miejscu pod względem liczby ludności, natomiast pod względem powierzchni na miejscu 579.).